# 가나 주재 외국공관 목록

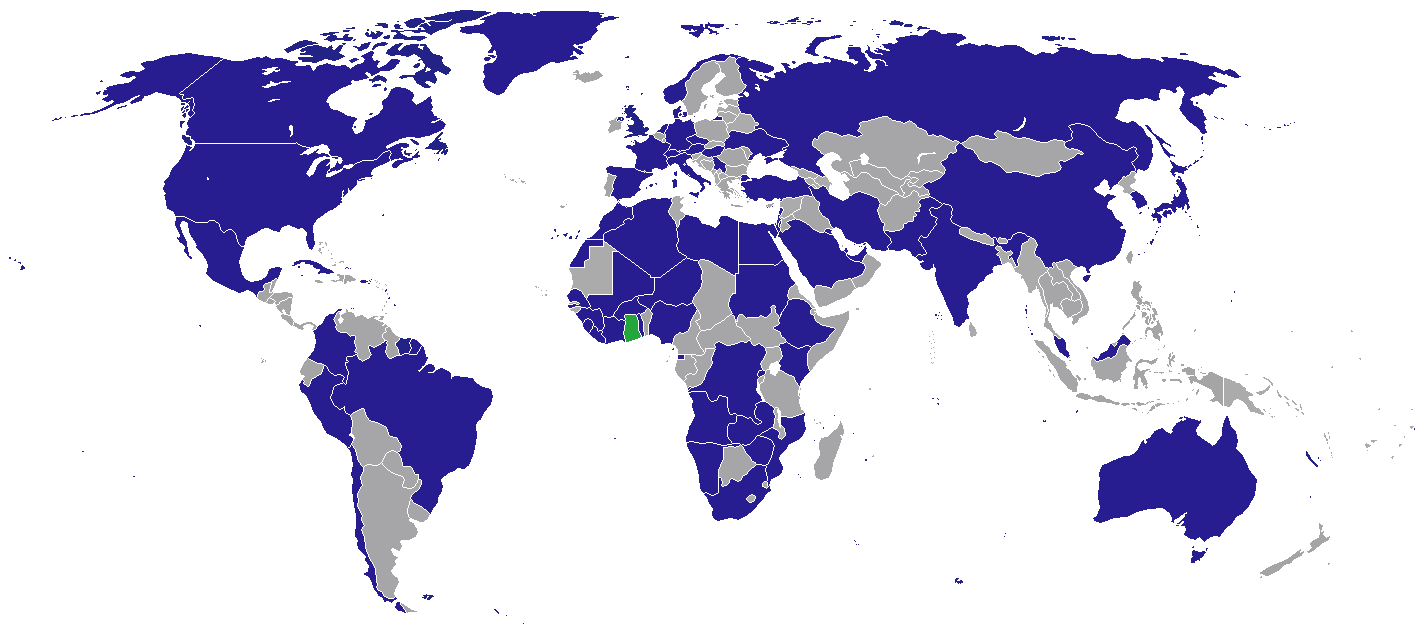
가나에 설치한 외국공관들

다음은 가나 주재 외국공관 목록이다. 가나의 수도 아크라에는 현재 67개의 대사관/고등판무관 사무소가 있으며, 쿠마시에는 1개의 영사관이 있다.

## 아크라의 재외공관
별표(*)로 표시된 항목은 영연방의 회원국이다. 그들의 대사관은 공식적으로 "고등판무관 사무소"로 불린다.
- 알제리
- 앙골라
- 오스트레일리아*
- 바베이도스*
- 브라질
- 부르키나파소
- 캐나다*
- 칠레
- 중화인민공화국
- 콜롬비아
- 쿠바
- 체코
- 덴마크
- 이집트
- 적도 기니
- 에티오피아
- 프랑스
- 독일
- 기니
- 바티칸 시국
- 헝가리
- 인도*
- 이란
- 이스라엘
- 이탈리아
- 코트디부아르
- 일본
- 케냐*
- 쿠웨이트
- 레바논
- 라이베리아
- 리비아
- 말레이시아*
- 말리
- 몰타*
- 멕시코
- 모로코
- 나미비아*
- 네덜란드
- 니제르
- 나이지리아*
- 노르웨이
- 파키스탄[1]
- 팔레스타인
- 페루
- 카타르
- 러시아
- 르완다*[2]
- 사하라 아랍 민주 공화국
- 사우디아라비아
- 세네갈
- 세르비아[3]
- 시에라리온*
- 남아프리카 공화국*
- 대한민국
- 스페인
- 수단
- 수리남
- 스위스
- 토고*
- 튀르키예
- 아랍에미리트
- 영국*
- 미국
- 잠비아*
- 짐바브웨

### 기타 임무 또는 대표단
- 유럽 연합 (대표부)

## 총영사관

### 쿠마시
- 부르키나파소

## 같이 보기
- 가나의 재외공관 목록